# コスタ・ルミノーザ
コスタ・ルミノーザ（Costa Luminosa）は、コスタ・クルーズが運航しているクルーズ客船。

## 概要
コスタ・ルミノーザ級の1番船で、2009年4月30日、イタリアのフィンカンティエリ社マルゲーラ工場で竣工。
客室は全部で1,130室あり、そのうちの951室が海側に面している。
船価は約4億2千万ユーロ。5月5日より地中海クルーズに就航した。
その後6月5日にジェノヴァにて、5月に竣工した僚船「コスタ・パシフィカ」と2隻同時の命名式を行い、同日・同一船社による命名式の最多隻数としてギネス認定された。
また、同型の2番船が2010年に建造された。

## 船内設備
船内は、コンセプト「新しい世界へ」を基に、他の船と違った造りになっている。

### デッキ名
- デッキ01　コラッロ
- デッキ02　ザッフィーロ
- デッキ03　アンブラ
- デッキ04　アガタ
- デッキ05　アボーリオ
- デッキ06　ルビーノ
- デッキ07　ズメラルド
- デッキ08　トパーツィオ
- デッキ09　アクアマリーナ
- デッキ10　ジアダ
- デッキ11　トルケーゼ
- デッキ12　ピエトラ ディルナ

### 施設一覧
- メインダイニング
- ビュッフェ
- ピッツァリア
- シアター
- バー・ラウンジ
- カードルーム
- カジノ
- ディスコ
- インターネット
- 図書館
- フィットネス
- テニスコート
- 4Dシネマ
- ジョギングトラック
- スパ
- エステ
- ジャグジー
- プール
- 子供用プレイルーム
- ゲームセンター
- 礼拝堂
- フォトショップ
- ショップ

## 客室

### スイート
- サムサラスイート
- グランドスイート
- パノラマスイート
- スイート
- ミニスイート

### 内側客室
- 内側ツイン(l1)
- 内側ツイン(l2)
- 内側ツイン(l3)
- 内側ツイン(l4)
- サムサラツイン(内側)

### 海側客室
- 海側ツイン(E1)
- 海側ツイン(E2)
- 海側ツイン(B1)
- 海側ツイン(B2)
- 海側ツイン(B3)
- 海側ツイン(B4)
- 海側ツイン(B5)
- 海側ツイン(B6)
- 海側ツイン(B7)
- 海側ツイン(B8)
- サムサラツイン(バルコニー付き)

## 同型船
- 2番船「コスタ・デリチョーザ（英語版）」

2010年2月5日処女航海。

## 関連文献
出版年の昇順。
- 「チャオ! イタリアーノ--84000総トンの大型船登場 日本向けキャンペーン導入 2000年、コスタクルーズがさらに身近に」『ラメール : 海と船の雑誌』第25巻第3号、2000年6月、102-106頁。ISSN 0385-4787、OCLC 5172725579。
- 『クルーズシップ・コレクション2012-2013』、海事プレス社、4月臨時増刊。
- 岩崎幹平、浦野真樹、安部智久「世界のクルーズ船に関する動向分析」『運輸政策研究 = Transport policy studies' review』第19巻第4号、2017年冬号、32-36頁。ISSN 1344-3348。
- 川崎豊彦『ツウになる!クルーズ船の教本 : 客船好きと会話が盛り上がる!』秀和システム、2019年。